# 國立水里高級商工職業學校
國立水里高級商工職業學校（National Shui-Li Vocational High School of Commerce and Industry），是一所位於中華民國臺灣省南投縣水里鄉的國立技術型高級中等學校，簡稱為水里商工、水商。創校於1996年。

## 歷史
1993年9月：成立籌備處。
1996年7月1日：臺灣省立水里高級商工職業學校設立，由陳慶田先生擔任該校第一位校長。
1996年8月1日：增設資料處理科及餐飲管理科。
1997年8月1日：增設電機科及進修部餐飲管理科。
1998年8月：增設普通科及及進修部資料處理科。
1999年8月：增設觀光事業科及普通科體育班。
2000年2月1日：校名更名為國立水里高級商工職業學校。
2001年8月：增設綜合職能科。
2003年8月：增設資訊科。
2005年12月24日：慶祝創校10週年校慶。
2008年12月22日：成立「紅樓雅集」藝文中心。
2009年8月：增設實用技能學程旅遊事務科。
2013年8月1日：實用技能學程旅遊事務科調整為餐飲技術學程。
2014年8月1日：增設應用外語科日文組。
2019年8月1日:應用外語科日文組改名應用日語科。
2020年8月1日:增設階梯式建教班餐飲管理科。
2023年8月1日:資料處理科調整為商業經營科。

## 歷任校長
| 任次 | 姓名   | 上任時間  | 卸任時間  |
| ---- | ------ | --------- | --------- |
| 1    | 陳慶田 | 1996年7月 | 2004年7月 |
| 2    | 陳慶田 | 1996年7月 | 2004年7月 |
| 3    | 林玉芬 | 2004年8月 | 2008年7月 |
| 4    | 洪明財 | 2008年8月 | 2011年7月 |
| 5    | 劉丙燈 | 2011年8月 | 2018年7月 |
| 6    | 劉丙燈 | 2011年8月 | 2018年7月 |
| 7    | 徐文法 | 2018年8月 | 2025年7月 |
| 8    | 許文雄 | 2025年8月 | 候任      |

## 社團
- 儀隊
- 管樂社
- 童軍社
- 校刊社
- 玉山研究社
- 愛心服務社
- 水里壯遊社
- 青春健康社
- 籃球社
- 足球社
- 街舞社
- 熱舞社
- 原住民舞蹈社
- 扯鈴社
- 手作社
- 陶藝社
- 心靈遊藝社
- 創意發明社
- 吉他社
- 英日語美聲社
- 日文文化研究社
- 原住民文化研究社
- 運動傷害防護社

## 合作交流
國立水里商工與以下學校簽訂策略聯盟、學術合作、姊妹校：
- 大葉大學
- 僑光科技大學
- 稻江科技暨管理學院
- 亞洲大學
- 國立高雄餐旅大學西餐廚藝系
- 臺北市立內湖高工

## 外部連結
- 國立水里高級商工職業學校 官方網站（页面存档备份，存于）

## 資料來源
1. ↑  . 國立水里高級商工職業學校. （原始内容存档于2019-10-23）.